# Washington (Illinois)
Washington ist eine Stadt im Tazewell County im nördlichen Zentrum des US-amerikanischen Bundesstaates Illinois. Das U.S. Census Bureau hat bei der Volkszählung 2020 eine Einwohnerzahl von 16.071 ermittelt.

## Geographie
Washington erstreckt sich über 19,42 km², die ausschließlich aus Landfläche bestehen.
Die Stadt liegt 12 km östlich des Illinois River, eines linken Nebenflusses des Mississippi.
Am nördlichen Stadtrand von Washington verläuft in West-Ost-Richtung der U.S. Highway 24. Wenige Kilometer südlich der Stadt führt parallel dazu die Interstate 74, die die kürzeste Verbindung zwischen den Quad Cities und Indianapolis bildet. In das Zentrum von Washington führt von Südwesten kommend die llinois State Route 8, auf die dort einige untergeordnete Straßen treffen.
Durch das Stadtzentrum von Washington führt eine Bahnlinie der BNSF Railway in west-östlicher Richtung.
Die nächstgelegenen größeren Städte sind Peoria (18,3 km westlich), Illinois’ Hauptstadt Springfield (120 km südlich), Bloomington (56,1 km südöstlich), Chicago (239 km nordöstlich) und die Quad Cities (172 km nordwestlich).
Am 17. November 2013 wurden durch einen Tornado der Stufe EF4 weite Teile der Stadt zerstört. Dabei starben mindestens 3 Menschen.

## Demografische Daten
Bei der offiziellen Volkszählung im Jahre 2000 wurde eine Einwohnerzahl von 10.841 ermittelt. Diese verteilten sich auf 4189 Haushalte in 3091 Familien. Die Bevölkerungsdichte lag bei 558,1 Einwohnern pro Quadratkilometer. Es gab 4451 Wohngebäude, was einer Bebauungsdichte von 229,1 Gebäuden je Quadratkilometer entsprach.
Die Bevölkerung bestand im Jahre 2000 aus 98,4 Prozent Weißen, 0,3 Prozent Afroamerikanern, 0,1 Prozent Indianern, 0,4 Prozent Asiaten und 0,3 Prozent anderen. 0,6 Prozent gaben an, von mindestens zwei dieser Gruppen abzustammen. 0,7 Prozent der Bevölkerung bestand aus Hispanics, die verschiedenen der genannten Gruppen angehörten.
26,0 Prozent waren unter 18 Jahren, 7,9 Prozent zwischen 18 und 24, 29,7 Prozent von 25 bis 44, 23,3 Prozent von 45 bis 64 und 13,0 Prozent 65 und älter. Das mittlere Alter lag bei 37 Jahren. Auf 100 Frauen kamen statistisch 95,3 Männer, bei den über 18-Jährigen 90,5.
Das mittlere Einkommen pro Haushalt betrug 52.210 US-Dollar (USD), das mittlere Familieneinkommen 61.184 USD. Das mittlere Einkommen der Männer lag bei 44.896 USD, das der Frauen bei 26.035 USD. Das Pro-Kopf-Einkommen belief sich auf 24.231 USD. Rund 2,8 Prozent der Familien und 4,1 Prozent der Gesamtbevölkerung lagen mit ihrem Einkommen unter der Armutsgrenze.